# Anki Lindquist

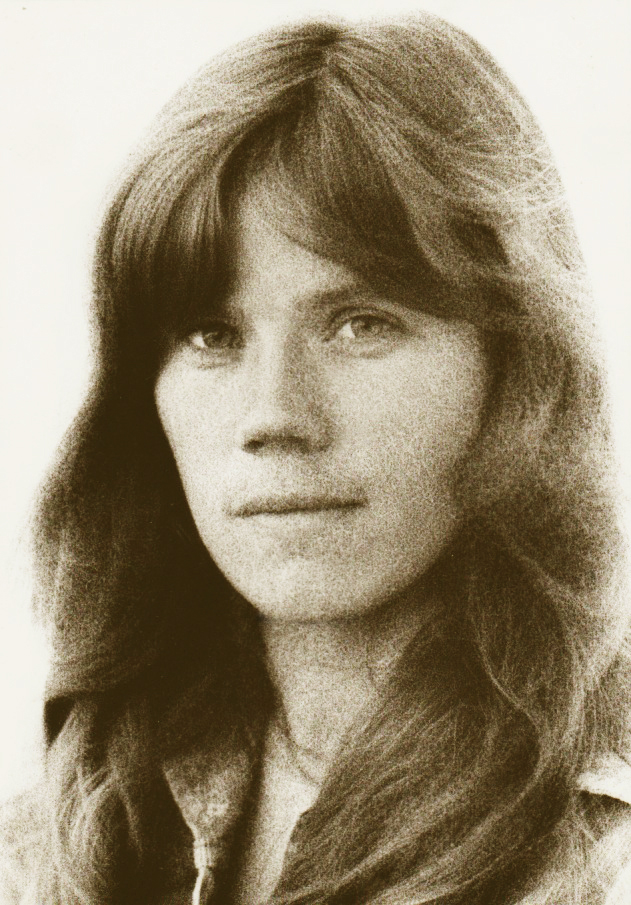
Anki Lindquist ca 1975

Agneta Elisabeth (Anki) Lindquist, född 27 september 1945 i Helsingfors, död 15 november 2007 i Muonio, var en finlandssvensk vis-, schlager- och folksångare, tv-regissör och tv-producent. Som artistnamn använde hon vanligtvis Anki eller Anki Lindquist. Anki Lindqvist förekommer också.
Lindquist var medlem i musikgruppen Cumulus och trion Anki, Bosse & Robert, samt uppträdde som soloartist. Cumulus blev kända i Finland och Sverige bland annat för sin inspelning 1977 av Tove Janssons och Erna Tauros "Höstvisa".

## Karriär
Anki Lindquist uppträdde fyra år gammal i radioprogrammet Tant Veras Önskevisa. Hon gav ut sin första soloskiva, Neiti yksinäinen, år 1962. Under 1960-talet blev hon känd för sin vackra och personliga röst och sina finstämda tolkningar. Hon hade en bred repertoar med stilar som jazz, blues, chanson, folk och pop. Hon gav under 1960-talet ut 17 singelskivor. Låtar som Teinitytön blues, Ne kesäyöt, Vanhan korpin varjo och Jos nyt menet pois kom högt upp på hitlistorna i Finland. Vid sidan av Katri Helena var hon under en tid Finlands populäraste kvinnliga solist.  
I början av 1960-talet blev Lindquist en del av den amerikanska folk music-rörelsen. Genom trion Anki, Bosse & Robert gav hon ut 12 singelskivor och 3 LP skivor under tre år. Musiken karaktäriserades av harmoniska stämmor och ackompanjemang på gitarr och banjo. De gav ut inhemska versioner av amerikanska låtar, t.ex. Sitruunapuu (Lemon tree) och Kaiken menetin (All my trials).
Lindquist uppträdde även aktivt som soloartist. Hon deltog i landsomfattande turnéer, som t.ex. Danny-Show 1966-67, sin egen sommarturné 1968 samt i Rock and Roll Circus 1969 tillsammans med Kirka Babitzin och Eero och Jussi Raittinen. Hon uppträdde även runt omkring i Europa med artister som The Kinks och The Yardbirds.
Lindquist hade en av huvudrollerna i musikalen Hair på Svenska teatern 1969. Efteråt grundade hon gruppen Cumulus tillsammans med medspelarna Cay Karlsson, Heikki ”Hector” Harma och Sakari Lehtinen. Till Cumulus anslöt sig senare Petri Hohenthal, Lasse von Hertzen och Jari Lappalainen. Cumulus hade framgång utanför Finland bland annat i Sverige med Tove Janssons och Erna Tauros Höstvisa där den såldes i mer än 70 000 exemplar. Cumulus turnerade även bl.a. i Japan och Afrika. Med Cumulus och med egna program och visor uppträdde Lindquist på mer än 20 olika språk. Många av visorna är tonsatta av henne själv med texter av hennes mor, författaren Marita Lindquist. Exempel på sådana visor är Det bästa jag vet och Juli.
Parallellt med sin artistkarriär hade Lindquist, från 1960-talet och 30 år framåt, en karriär som musik- och programredaktör i TV och radio på Rundradions svenska avdelning FST. Hon blev utexaminerad från kameralinjen på Konstindustriella läroverket (Ateneum) år 1970.
Lindquist har ensam eller tillsammans med olika sånggrupper gett ut mer än 60 singelskivor och 15 egna LP-skivor samt 16 LP-skivor med Cumulus, och fyra med trion Anki, Bosse & Robert.

## Diskografi
- Anki yksin (1966)
- Sateen jälkeen (1967)
- Anki (1967)
- Vielä pois (1968)
- Idylli (Anki laulaa 15 kielellä) (1968)
- Anki laulaa 15 kielellä (kassett, 1968)
- Anki (1971)
- Ankin parhaimmat (1971)
- Anki ennen aurinkoa (1972)
- Aikalintu (1973)
- En anna heille anteeksi (1975)
- Runoja (1976)
- Tähtien rannalla (1987)
- Visa i vind (1987)
- Ne kesäyöt 1963-1993 (1993)
- 20 suosikkia: Ne kesäyöt (1997)
- Välkommen jul (2002)
- Linnut/Fåglarna (EP, 2003)
- Anki & Silvery: Live at Peurunka Beat 2.8.2003 Jälleennäkeminen 35-vuoden jälkeen, (2008)
- Niin kauan kuin tää kestää saa – Taiteilijan taival (2008)
- Anki yksin / Sateen jälkeen (2011)